# Power Jets W.1
Power Jets W.1 (někdy označovaný jako Whittle W.1) byl britský proudový motor navržený Frankem Whittleyem a Power Jets. W.1 byl vyroben na základě smlouvy s British Thomson-Houston (BTH) na začátku 40. let. Je významný tím, že šlo o první britský proudový motor, který se dostal s letounem do vzduchu, jako "Whittle Supercharger Type W1", kdy poháněl letoun Gloster E.28/39 při svém prvním letu ze základny RAF Cranwell 15. května 1941. W.1 byl později nahrazen typem Power Jets W.2.

## Specifikace (W.1 raná verze)

### Technické údaje
- Typ: proudový motor s odstředivým kompresorem
- Průměr:
- Délka:
- Hmotnost suchého motoru: 320 kg

### Součásti
- Kompresor: jednostupňový oboustranný radiální kompresor
- Spalovací komora: 10 trubkových
- Turbína: jednostupňová axiální
- Palivo:  Kerosin

### Výkony
- Maximální tah: 850 lbf (3,8 kN) při 16 500 ot./min.
- Průtok/hltnost vzduchu: 20,6 lb/s (9,3 kg/s)
- Spotřeba paliva: 1 170 lb/h (531 kg/h)
- Měrná spotřeba paliva: 1.376 lb/(lbf⋅h) (39.0 g/(kN⋅s))
- Poměr tah/hmotnost: 1,214:1